# Jugador Mundial de la FIFA 2000

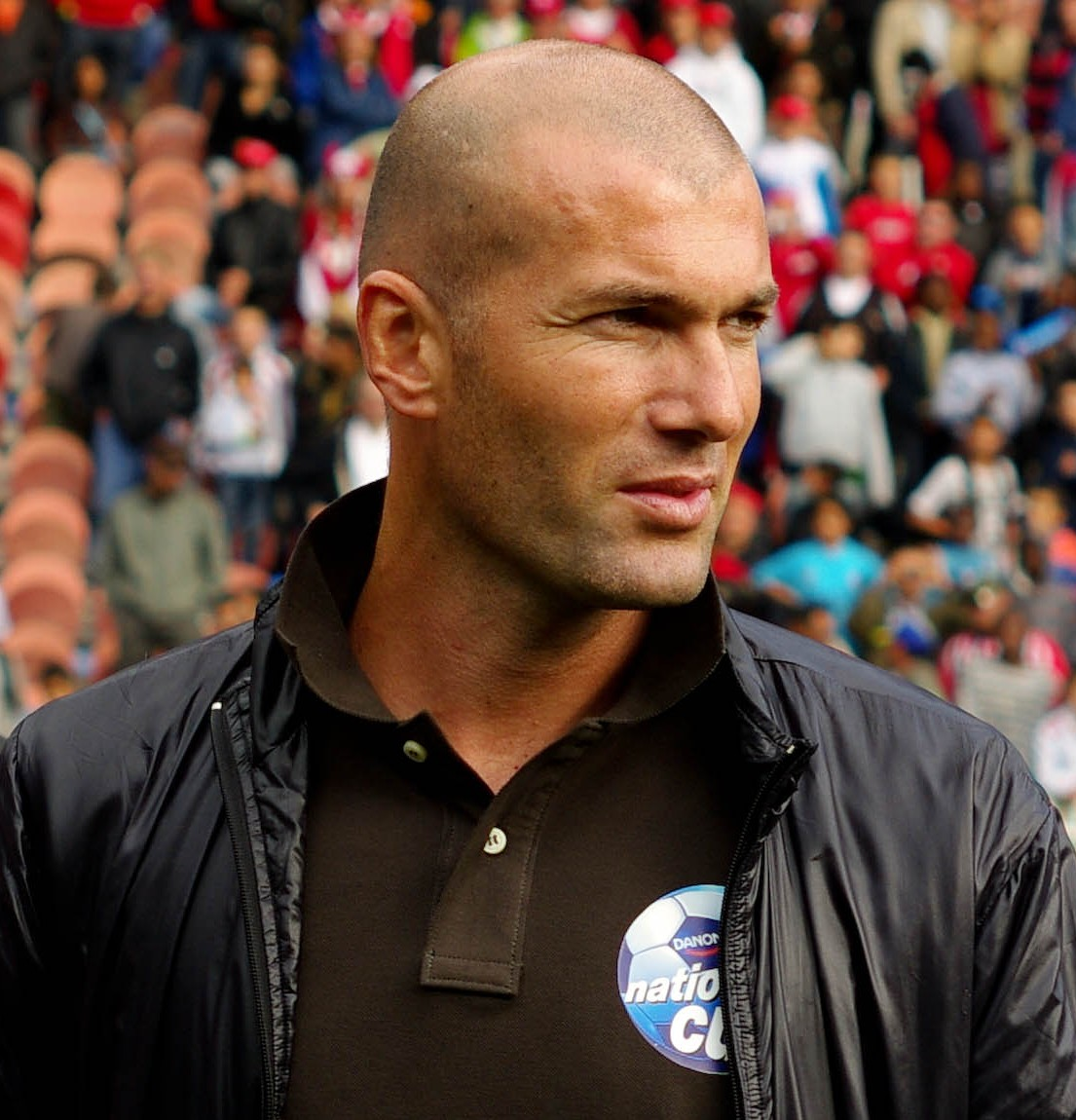
Zinedine Zidane, ganador de la novena entrega del galardón.

La novena entrega de este premio tuvo como ganador al francés Zinedine Zidane (Juventus), quedando el portugués Luís Figo (FC Barcelona y Real Madrid) en segundo lugar y el brasileño Rivaldo (FC Barcelona) en tercer lugar.

## Posiciones finales
A continuación se muestran los jugadores que coparon los diez primeros puestos en esta edición.
| Puesto | Jugador            | Equipo                     | Puntos |
| ------ | ------------------ | -------------------------- | ------ |
| 1º     | Zinedine Zidane    | Juventus                   | 370    |
| 2º     | Luís Figo          | FC Barcelona / Real Madrid | 329    |
| 3º     | Rivaldo            | FC Barcelona               | 263    |
| 4º     | Gabriel Batistuta  | Fiorentina / AS Roma       | 57     |
| 5º     | Andriy Shevchenko  | AC Milan                   | 48     |
| 6º     | David Beckham      | Manchester United          | 41     |
| 7º     | Thierry Henry      | Arsenal                    | 35     |
| 8º     | Alessandro Nesta   | Lazio                      | 23     |
| 9º     | / Patrick Kluivert | FC Barcelona               | 22     |
| 10º    | Raúl               | Real Madrid                | 14     |
| 11º    | Francesco Totti    | AS Roma                    | 14     |